# Igreja de Nossa Senhora da Saúde (Rio de Janeiro)
A Igreja de Nossa Senhora da Saúde é um templo católico localizado na cidade do Rio de Janeiro, no bairro da Saúde.
Foi tombada pelo IPHAN por sua importância cultural.

## História
Situada atualmente junto ao Cais do Porto, construído por aterro no início do século XX, o local de sua implantação ficou prejudicado pelo afastamento do mar. A construção desta Igreja é resultado de empenho dos devotos de Nossa Senhora do Terço que tendo obtido provisão por intermédio do pedido do fiel Manoel Costa Negreiros, puderam edificar sua própria capela, concluída por volta de 1750. Em 1898 foi fundada a Irmandade de Nossa Senhora da Saúde para administrá-la, mas somente em 1900 a igreja passou aos cuidados da Confraria. O frontispício da igreja é dominado por uma singela portada de granito, com verga arqueada, a torre sineira está colocada ao lado da epístola, e possui arremate bulboso. A talha da capela-mor apresenta algumas imagens antigas. Sua nave única é revestida de azulejos da segunda metade dos setecentos, narrando a vida de José do Egito. Coro e púlpito são arrematados por trabalho em talha de madeira. Na sacristia disposta lateralmente existe um lavabo com embrechados de azulejos e louça da Companhia das Índias.